# Helena Severo
Helena Severo é uma empresária e gestora pública brasileira.
Foi secretária municipal de Cultura do Rio de Janeiro nas administrações de César Maia e Luiz Paulo Conde. Mais tarde, assumiu os cargos de Coordenadora de Ação Cultural e Turismo e em seguida Secretária de Cultura do Rio de Janeiro, nos governos de Anthony Garotinho (1999–2002) e Rosinha Garotinho (2003–2007).
Durante o governo Rosinha Garotinho, teve de ceder o cargo a Arnaldo Niskier, mas manteve-se na presidência do Theatro Municipal do Rio de Janeiro.
Recebeu a Ordem do Mérito Cultural em 1997.